# De Verwaeyde Sandbergen
De Nunspeetse is een Nederlandse golfvereniging. De officiële naam luidt Nunspeetse Golf en Country Club "De Verwaeyde Sandbergen".
De vereniging werd opgericht in 1987 en speelt op de golfbaan Het Rijk van Nunspeet. De golfbaan heeft 27 holes en is gelegen in de ruim honderd jaar oude bossen van Nunspeet.
Golfbaanarchitect Paul Rolin heeft drie lussen van 9 holes ontworpen op een terrein dat heuvelachtig en bebost is. Er zijn een grote zandverstuiving en een lange waterpartij in de baan verwerkt.
De Nunspeetse golfbaan valt sinds 2003 onder de overkoepelende organisatie "Het Rijk Golfbanen B.V.", samen met Het Rijk van Nijmegen, Het Rijk van Margraten en Het Rijk van Sybrook. De club heeft een samenwerkingsovereenkomst met het bedrijf dat de baan exploiteert.
David Love en Carolien Driessen zijn beroepsgolfers die als golfdocent werken op Nunspeet. De baan heeft de A-status bij de NGF.